# Szpat

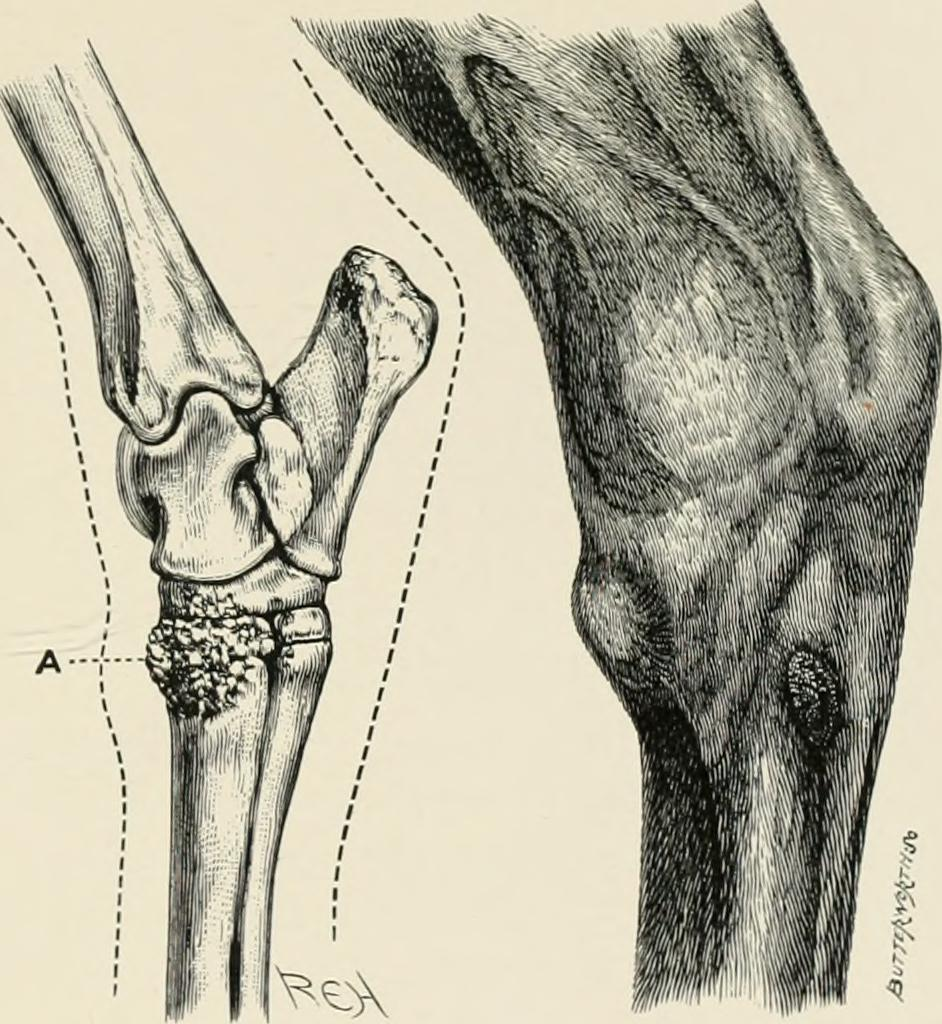
rysunek poglądowy, szpat zaznaczony literą A

Szpat, włogacizna – przewlekłe zapalenie stawu skokowego konia, skutkujące charakterystycznymi naroślami kostnymi na przyśrodkowej stronie stawu stępu i kulawiznę zmniejszającą się podczas jego aktywności.
Jest to schorzenie, które w początkowej fazie daje się leczyć zachowawczo, a w postaci przewlekłej skuteczne jest leczenie operacyjne metodą artrodezy.